# Bucculatrix lustrella
Bucculatrix lustrella är en fjärilsart som beskrevs av Pieter Cornelius Tobias Snellen 1884. Bucculatrix lustrella ingår i släktet Bucculatrix och familjen kronmalar. Inga underarter finns listade i Catalogue of Life.